# Résolution 1572 du Conseil de sécurité des Nations unies
Membres permanents
- Chine
- États-Unis
- France
- Royaume-Uni
- Russie

Membres non permanents
- Algérie
- Allemagne
- Angola
- Bénin
- Brésil
- Chili
- Espagne
- Pakistan
- Philippines
- Roumanie

Résolution no 1571 Résolution no 1573
La résolution 1572 du Conseil de sécurité des Nations Unies, adoptée à l'unanimité le 15 novembre 2004, après avoir rappelé la résolution 1528 (2004) sur la situation en Côte d'Ivoire, a imposé un embargo sur les armes à destination du pays à la suite de récentes violences et a menacé de nouvelles sanctions si les parties ivoiriennes ne respectaient pas leurs engagements politiques.

## Résolution

### Préambule
Le Conseil de sécurité a noté que, malgré divers accords politiques, les hostilités avaient repris en Côte d'Ivoire en violation de l'accord de cessez-le-feu de mai 2003. La situation humanitaire et l’utilisation des médias pour inciter à la haine contre les étrangers dans le pays suscitent son inquiétude. Dans le même temps, les efforts continus déployés par l’Union africaine et la Communauté économique des États de l’Afrique de l’Ouest (CÉDÉAO) pour instaurer la paix et la stabilité ont été salués.

### Dispositif
Le Conseil de sécurité a condamné les raids aériens des Forces armées nationales de Côte d'Ivoire comme une violation du cessez-le-feu et a exigé que toutes les parties respectent l'accord de cessez-le-feu, soulignant en outre qu'il n'y avait pas de solution militaire au conflit. Il a réaffirmé son soutien à l'Opération des Nations Unies en Côte d'Ivoire (ONUCI) et aux forces françaises. Il a également exigé que toutes les émissions de radio et de télévision incitant à la haine et à la violence cessent immédiatement.
La résolution impose un embargo sur les armes à la Côte d'Ivoire pour une période initiale de 13 mois, qui ne s'appliquerait pas aux Nations Unies ou à des fins humanitaires. En outre, une interdiction de voyager de 12 mois et un gel des avoirs ont été imposés à ceux qui tentaient d’empêcher le processus de paix, de violer les droits de l’homme ou d’inciter à la haine dans le pays. Ces sanctions ne s’appliqueraient pas en cas de besoin humanitaire. Le Conseil a décidé que les mesures seraient réexaminées dans 13 mois et un Comité des sanctions a été créé pour surveiller la mise en œuvre des sanctions.

## Voir également
- Crise politico-militaire en Côte d'Ivoire
- Opération Licorne
- Sanctions internationales
- Liste des résolutions du Conseil de sécurité des Nations unies sur la Côte d'Ivoire